# Adinath-Tempel (Ranakpur)

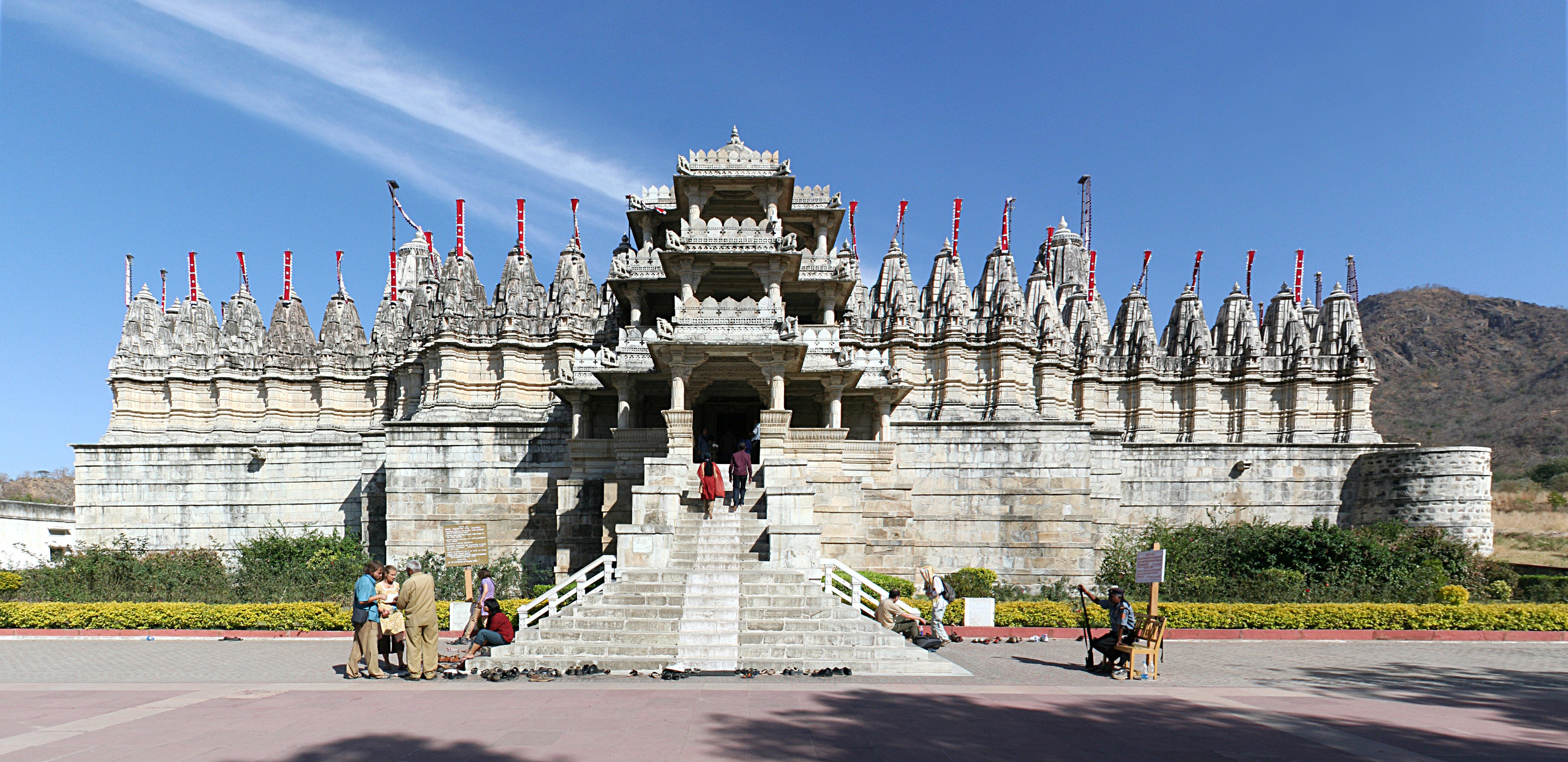
Adinath-Tempel von Westen

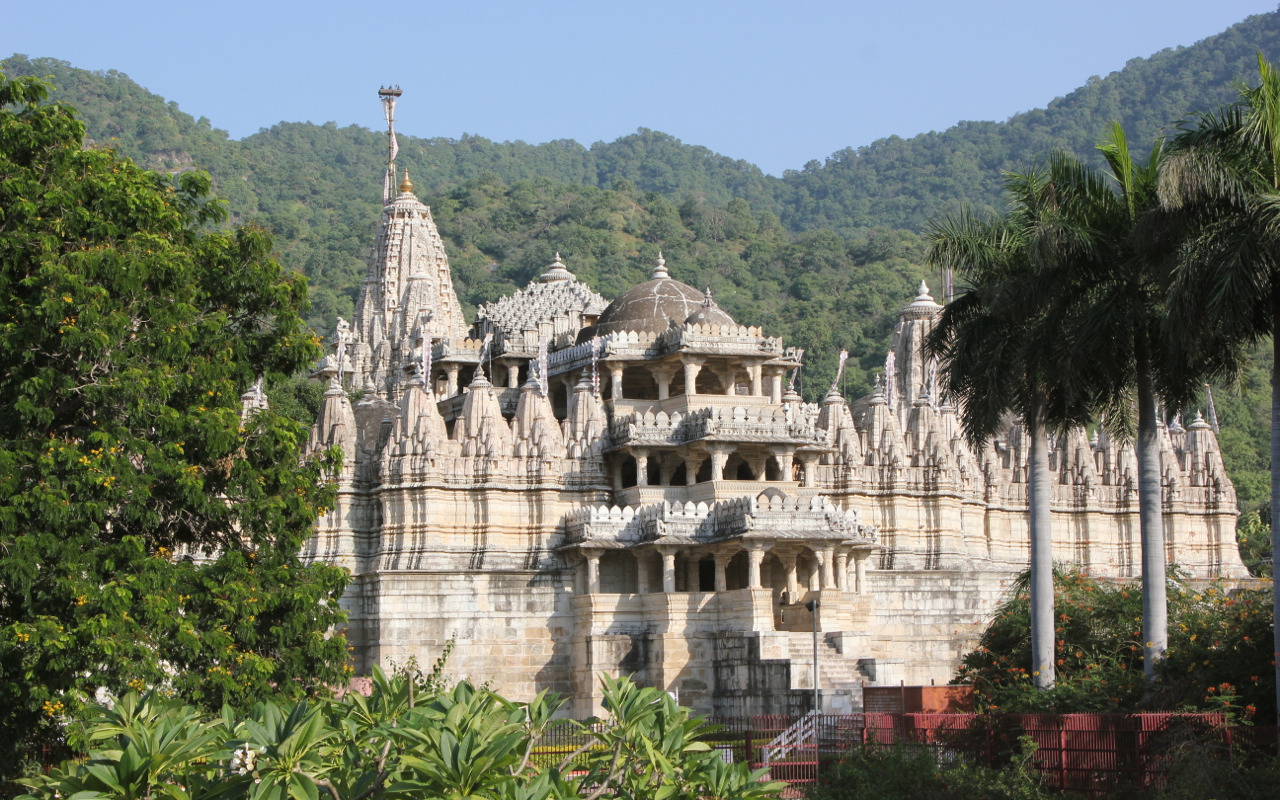
Adinath-Tempel

Grundriss des Adinath-Tempels:
1 – Garbhagriha, Cella mit Chaumukha-Standbild
2 – Rangamandapa oder Sabhamandapa, (Versammlungshalle)
3 – Meghanadamandapa, hohe überkuppelte Vorhalle
4 – 4 Eckschreine

Der Adinath-Tempel von Ranakpur im indischen Bundesstaat Rajasthan ist einer der bedeutendsten Jain-Tempel des Subkontinents.

## Lage
Der Adinath-Tempel liegt in einem waldreichen Tal inmitten eher trockener Hügel im Dorf Ranakpur knapp 95 km (Fahrtstrecke) nordwestlich der Großstadt Udaipur in einer Höhe von ca. 485 m. In der Nähe fließt der ca. 1,5 km nördlich des Ortes aufgestaute Bach Sukri, der allerdings nur nach starken oder länger anhaltenden Regenfällen Wasser führt.

## Geschichte
Gemäß einer Inschrift auf einer Kupferplatte geht der Bau des Tempels  auf einen Traum des Geschäftsmanns Dharna Shah zurück, der ihn um das Jahr 1430 in Auftrag gab; er fällt somit in die Zeit des Maharana Kumbha (reg. 1433–1468), den in Udaipur residierenden Fürsten von Mewar. Die Fertigstellung des Tempels fällt in das Jahr 1458. Im 17. Jahrhundert war er beinahe vergessen; in der Umgebung trieben Räuberbanden (dacoits) ihr Unwesen. Erst um die Mitte des 20. Jahrhunderts wurden Restaurierungen vorgenommen.

## Architektur
Der im Wesentlichen quadratische Grundriss (ca. 60 × 60 m) des auf einer von Menschenhand aufgeschütteten Plattform stehenden Marmor-Tempels ist für die indische Architektur äußerst ungewöhnlich – er entspricht eher einem buddhistischen Mandala (vgl. Borobodur oder Somapura Mahavihara) und ermöglicht den über Treppenaufgänge erfolgenden Zutritt aus allen vier Himmelsrichtungen; überdies entspricht er dem viergesichtigen (chaumukh) Kultbild im Zentrum. Während die Eckpartien des Tempels geschlossen sind, sind die dreigeschossigen Eingangsbereiche aufgrund zahlreicher Pfeiler weit geöffnet. Dies findet seine Entsprechung im zentralen Baukörper, dessen Kragkuppel mit herabhängendem Schlussstein über acht Pfeilern beinahe zu schweben scheint. Die dreigeschossigen Eingangs- bzw. Vorhallen (mandapas) nehmen in architektonischer Hinsicht Bezug auf entsprechende Vorbilder in Gujarat (z. B. den alten Dwarkadhish-Tempel in der Stadt Dwarka oder den Navlakha-Tempel beim Dorf Ghumli).

## Baudekor
Der Adinath-Tempel verfügt über ein außergewöhnlich reiches Baudekor. Dies betrifft sowohl die Deckengestaltung der einzelnen Bauteile als auch einige wenige Zierstücke wie die kleine Figur des von Dienerinnen begleiteten und von einer Schlangenhaube beschützten Tirthankaras Parshvanata an der Cella, die von einem äußerst kunstvollen Flechtwerk gerahmt wird, in welches Schlangenmädchen (naginis) eingearbeitet sind. Interessant ist auch die abstrahierte Reliefdarstellung einer Tempelstadt (z. B. in den Shatrunjaya Hills bei Palitana).

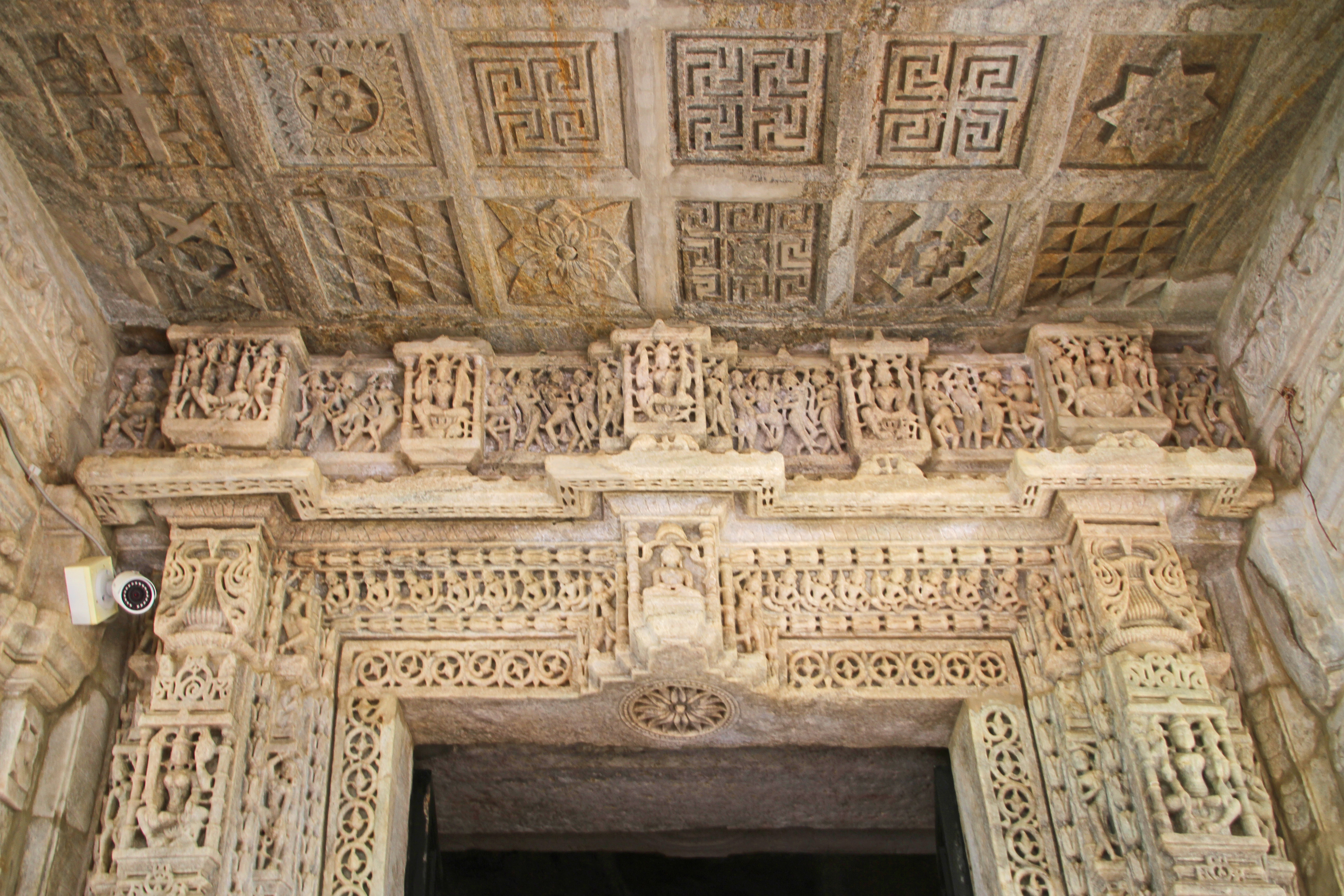
Portal- und Deckenzier im Eingangsbereich
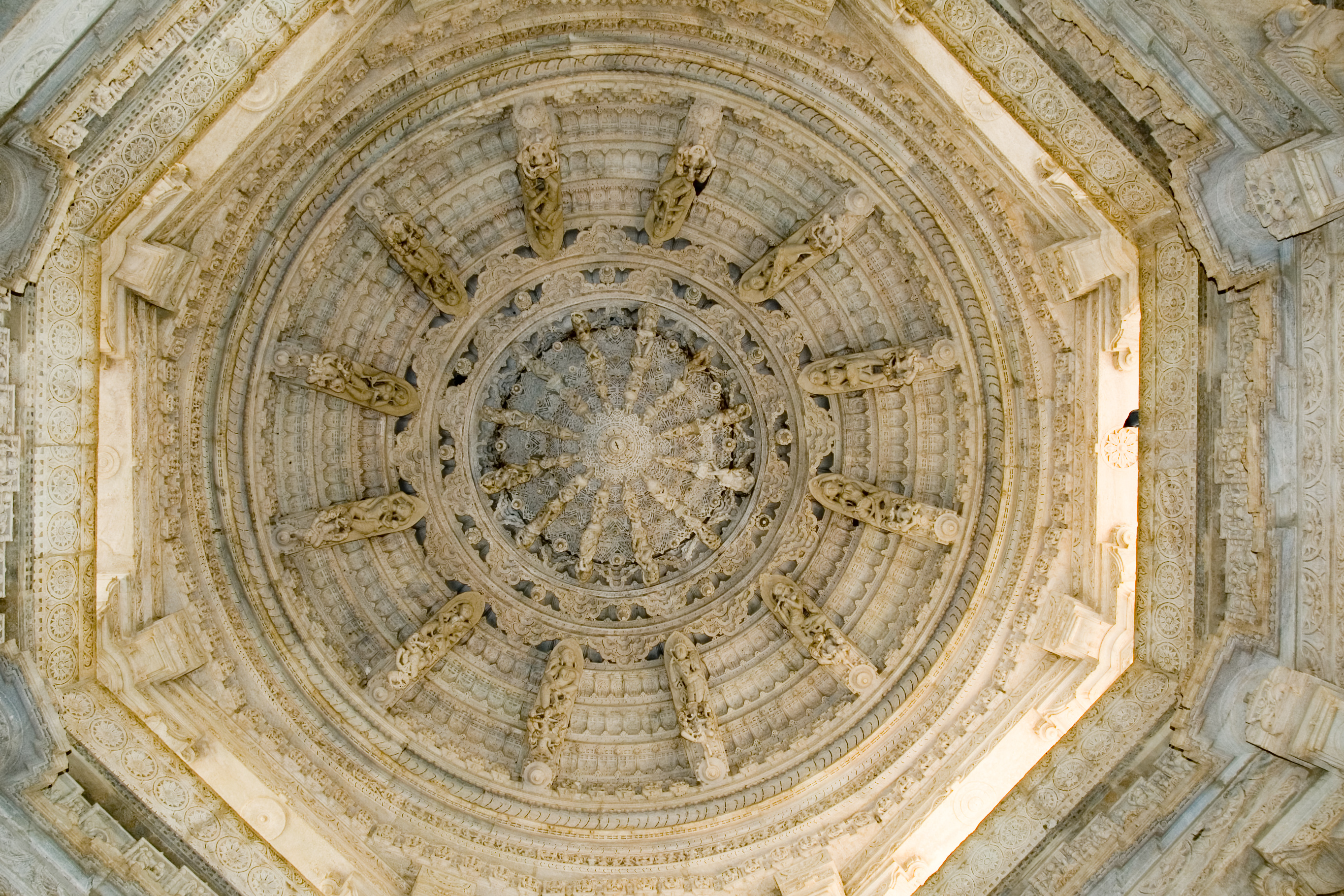
Mittelkuppel
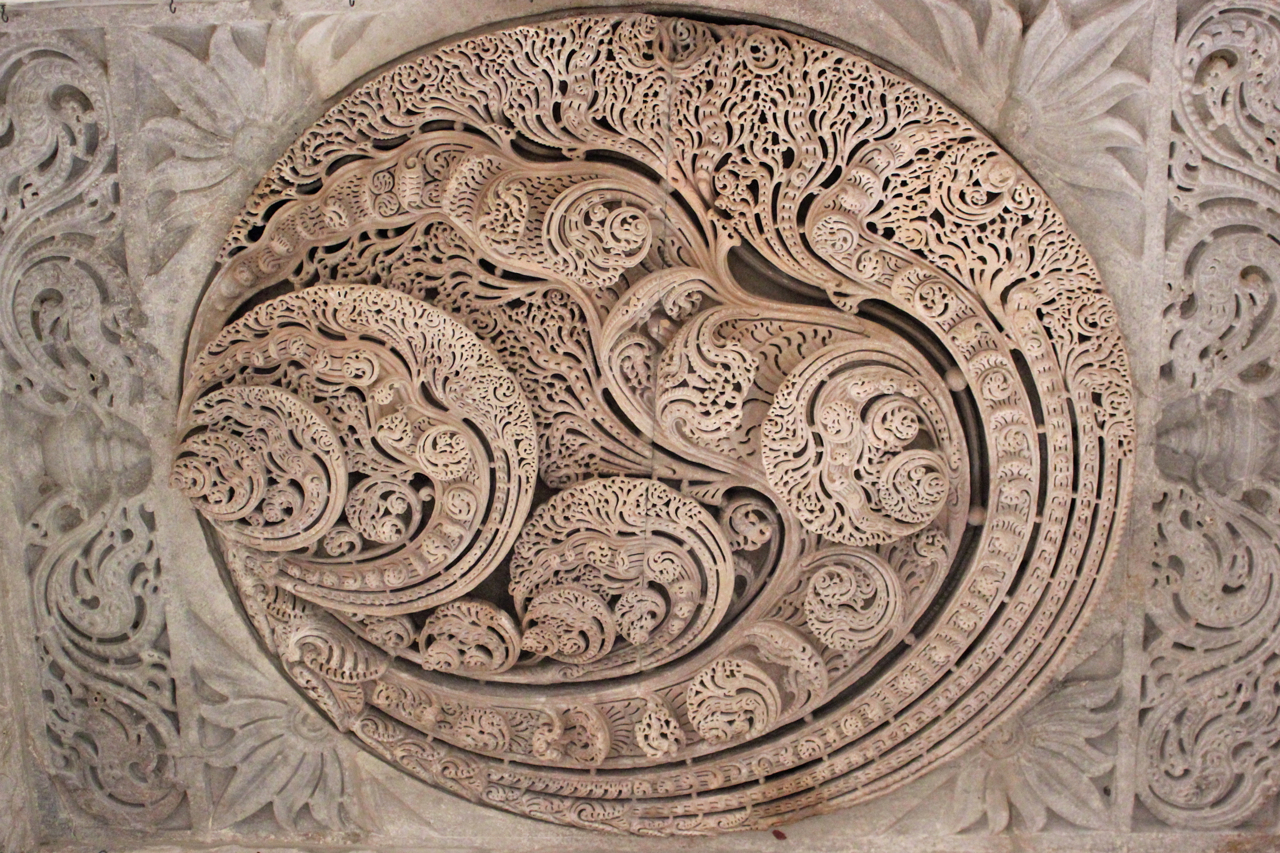
Vegetabilisches Deckenrelief
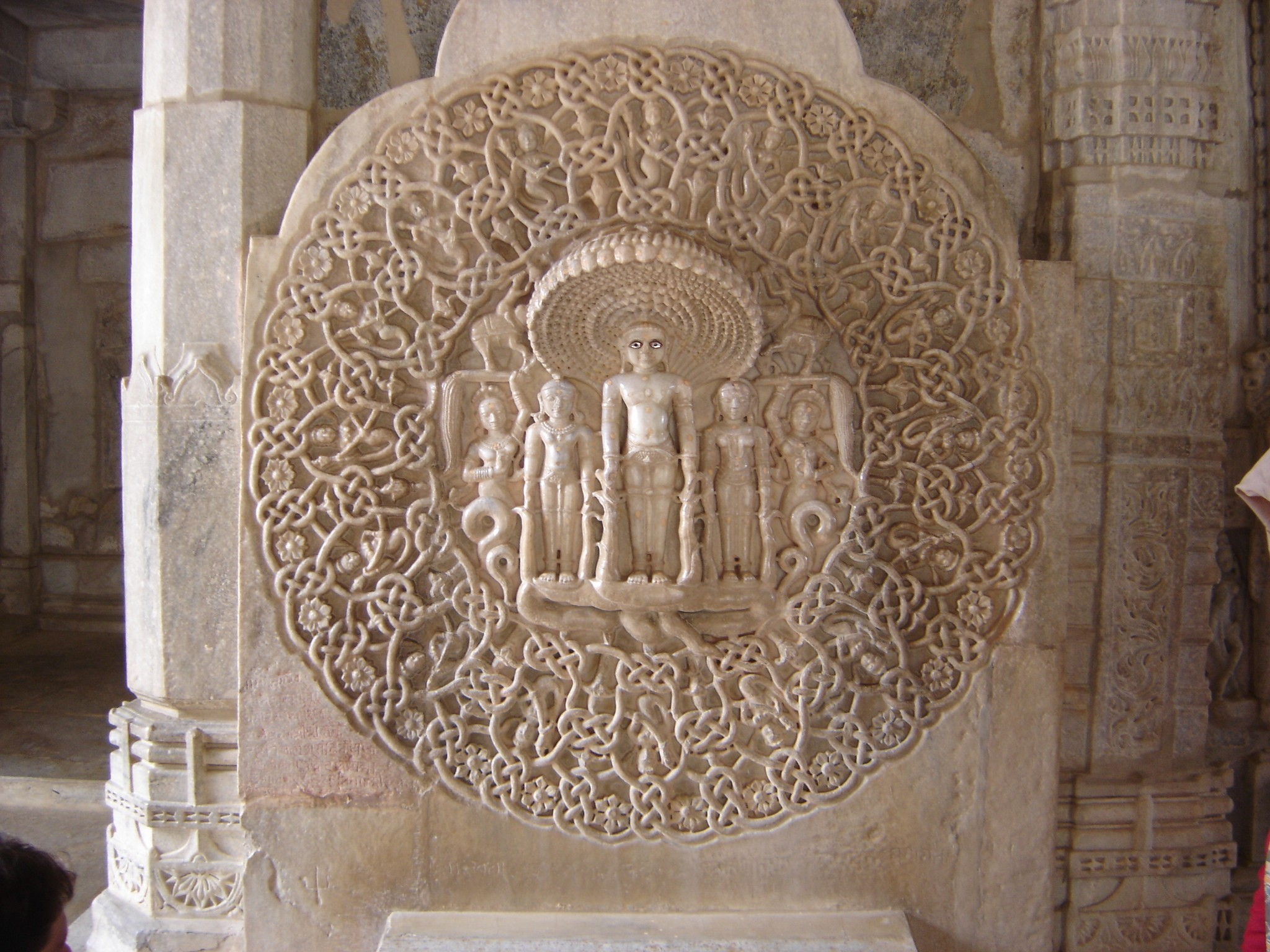
Parshvanata
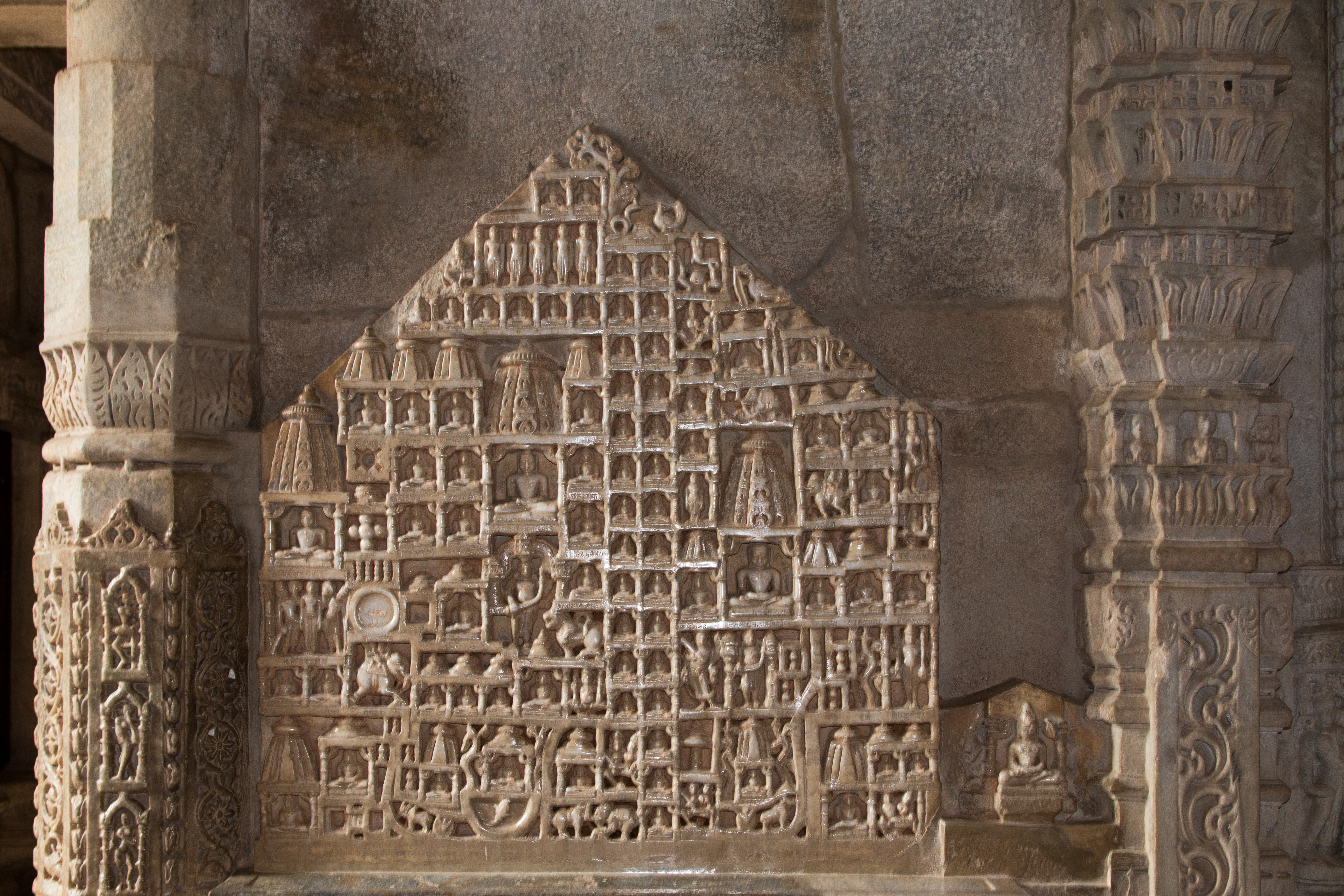
Tempelstadt
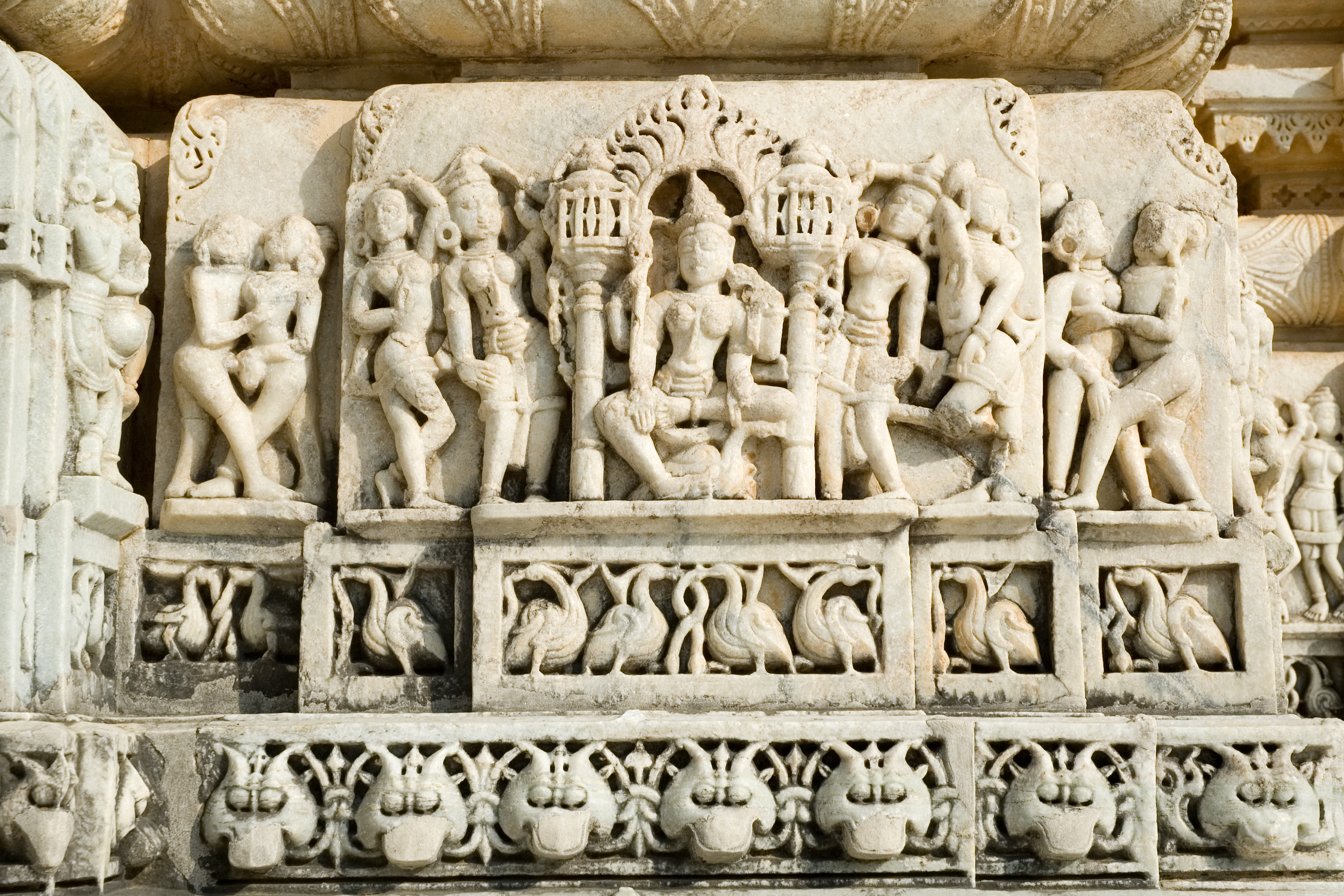
Relief einer Göttin mit teilweise erotischen Begleitfiguren

## Weitere Tempel in der Umgebung

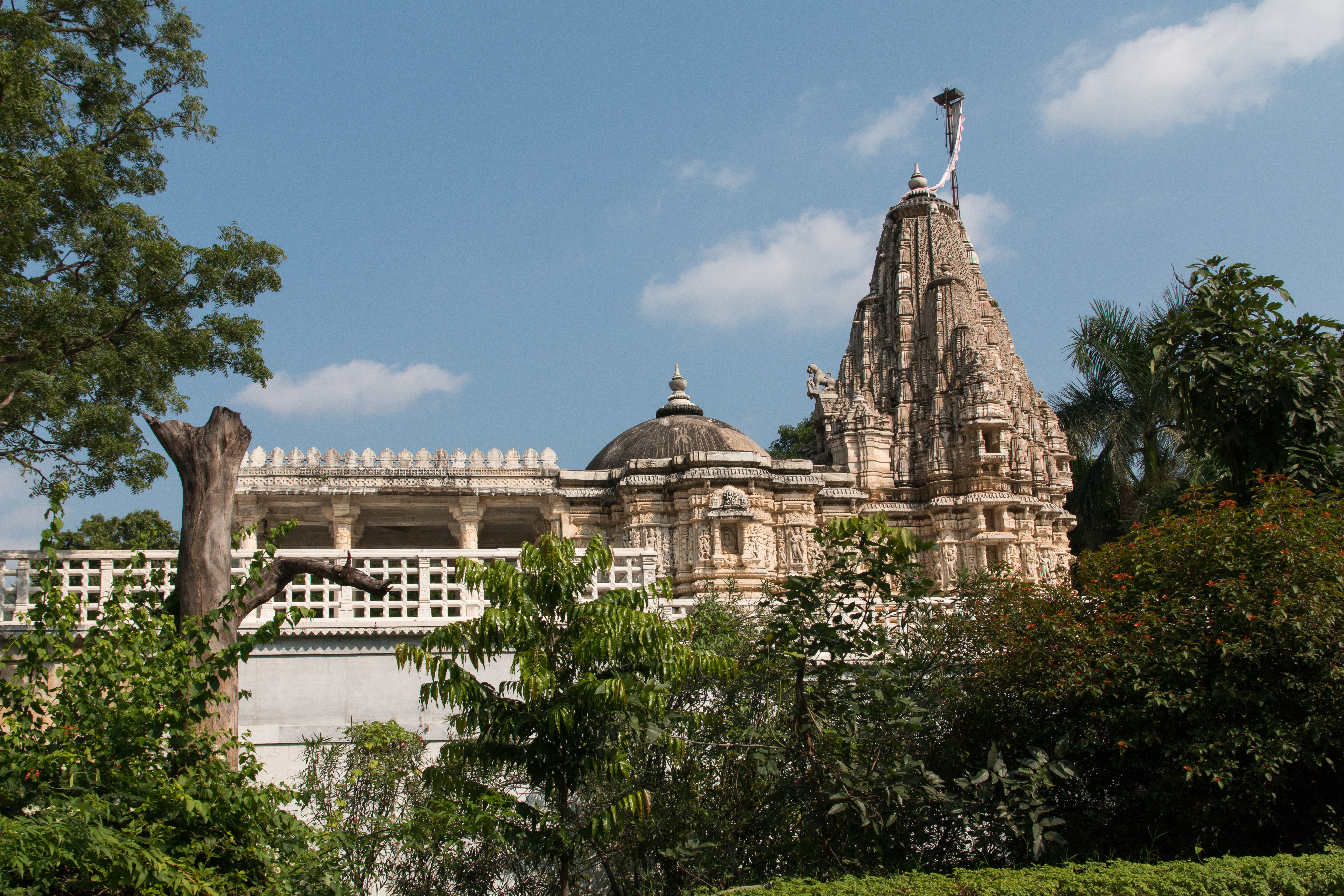
Parshvanata-Tempel

- Der Parshvanatha-Tempel aus der Mitte des 15. Jahrhunderts ist nach dem 23. Tirthankara, dem Vorläufer des Mahavira benannt. Der bereits als historisch angesehene Parshvanatha wurde 872 v. Chr. geboren und erreichte das ideale Lebensalter von 100 Jahren. Der Tempel hat den typisch nordindischen Dachaufbau (shikhara) über dem Kultraum und eine davor angeordnete flache Säulenhalle (mandapa). In der Cella befindet sich ein Standbild aus schwarzem Stein, über dessen Haupt als Charakteristikum Parshvanathas eine vielköpfige, schutzgewährende Königskobra hinausragt. Alle Wände tragen denselben üppigen Figurenschmuck, wie überall gibt es grazile erotische Figuren; der Tempeleingang ist nach Norden gerichtet.
- Daneben steht ein kleinerer Tempel für Neminatha, den 22. Tirthankara. Sein Eingang liegt im Osten, ebenso der Eingang zum wenige Meter südlich gelegenen Surya-Narayana-Tempel, dessen Darstellung des hinduistischen Sonnengottes Surya in seinem von sieben Pferden gezogenen Wagen sehenswert ist. Die Vorhalle (mandapa) wird von einer quadratischen Flachdecke auf 16 Säulen und einer abschließenden Kuppel gebildet.